# Château-d'Olonne
Château-d'Olonne è un comune francese di 13 690 abitanti situato nel dipartimento della Vandea nella regione dei Paesi della Loira.

## Società

### Evoluzione demografica
Abitanti censiti